# Phymateus aegrotus
Phymateus aegrotus är en insektsart som först beskrevs av Gerstaecker 1869.  Phymateus aegrotus ingår i släktet Phymateus och familjen Pyrgomorphidae. Inga underarter finns listade i Catalogue of Life.